# Аширбек, Арсен Ержанулы
Арсен Ержанулы Аширбек (каз. Арсен Ержанұлы Әшірбек; род. 22 октября 2003, Талас, Жамбылская область) — казахстанский футболист, полузащитник клуба «Тараз», выступающий на правах аренды за клуб «Окжетпес».

## Карьера
Футбольную карьеру начинал в 2021 году в составе клуба «Тараз М» во второй лиге. 17 апреля 2022 года в матче против клуба «Кайрат-Жастар» (1:1) дебютировал в первой лиге Казахстана. 14 мая 2022 года в матче против клуба «Жетысу» (1:1) забил дебютный мяч в первой лиге Казахстана. 17 марта 2023 года в матче против клуба «Арыс» дебютировал в кубке Казахстана (0:1). 26 мая 2024 года в матче против клуба «Кызыл-Жар» (1:2) дебютировал в Кубке Лиги Казахстана, выйдя на замену на 59-й минуте вместо Нурдаулета Байбосынова.
27 февраля 2025 года на правах аренды перешёл в клуб «Окжетпес». 2 марта 2025 года в матче против клуба «Туран» дебютировал в казахстанской Премьер-лиге (0:2).

## Статистика
| Клуб             | Сезон            | Лига | Лига | Кубки | Кубки | Еврокубки | Еврокубки | Итого | Итого |
| Клуб             | Сезон            | Игры | Голы | Игры  | Голы  | Игры      | Голы      | Игры  | Голы  |
| ---------------- | ---------------- | ---- | ---- | ----- | ----- | --------- | --------- | ----- | ----- |
| Тараз            | 2023             | 23   | 1    | 3     | 0     | —         | —         | 26    | 1     |
| Тараз            | 2024             | 25   | 1    | 6     | 0     | —         | —         | 31    | 1     |
| Тараз            | Итого            | 48   | 2    | 9     | 0     | —         | —         | 57    | 2     |
| → Тараз М        | 2021             | 19   | 3    | —     | —     | —         | —         | 19    | 3     |
| → Тараз М        | 2023             | 2    | 0    | —     | —     | —         | —         | 2     | 0     |
| → Тараз М        | Итого            | 21   | 3    | —     | —     | —         | —         | 21    | 3     |
| → Тараз-Каратау  | 2022             | 26   | 5    | —     | —     | —         | —         | 26    | 5     |
| → Тараз-Каратау  | Итого            | 26   | 5    | —     | —     | —         | —         | 26    | 5     |
| → Окжетпес       | 2025             | 1    | 0    | —     | —     | —         | —         | 1     | 0     |
| → Окжетпес       | Итого            | 1    | 0    | —     | —     | —         | —         | 1     | 0     |
| Всего за карьеру | Всего за карьеру | 96   | 10   | 9     | 0     | —         | —         | 105   | 10    |